# Município de Duchouquet
O município de Duchouquet (em inglês: Duchouquet Township) é um município localizado no condado de Auglaize no estado estadounidense de Ohio. No ano 2010 tinha uma população de 14499 habitantes e uma densidade populacional de 132,46 pessoas por km².

## Geografia
O município de Duchouquet encontra-se localizado nas coordenadas 40° 36′ 01″ N, 84° 10′ 12″ O. Segundo a Departamento do Censo dos Estados Unidos, o município tem uma superfície total de 109.46 km², da qual 109.21 km² correspondem a terra firme e (0.22%) 0.24 km² é água.

## Demografia
Segundo o censo de 2010, tinha 14499 pessoas residindo no município de Duchouquet. A densidade populacional era de 132,46 hab./km².